# Noah Jones
 Nasuhi-Noah Jones (* 18. März 2002 in Berlin) ist ein US-amerikanisch-deutscher Fußballspieler.

## Karriere

### Verein
Der gebürtige Berliner Jones begann seine Karriere zunächst in der Jugendabteilung des SC Paderborn und später beim VfL Wolfsburg. 2017 wechselte er zu RB Leipzig und durchlief dort bis 2020 die Jugendmannschaften bis zur U19. Im August 2020 wechselte Jones zusammen mit Malik Talabidi von Leipzig zum zweitklassigen Schweizer Verein FC Wil. Er unterschrieb dort einen Vertrag bis 2022, mit Option auf Verlängerung. Sein Debüt feierte Jones beim ersten Meisterschaftsspiel gegen Aarau. Er spielte für gut 20 Minuten. Im Februar 2022 wurde er bis zum Saisonende an den Schweizer Drittligisten FC Rapperswil-Jona verliehen. Dann kehrte er nach Deutschland zurück und schloss für zwei Jahre sich ablösefrei dem KSV Hessen Kassel in der Regionalliga Südwest an. Im Sommer 2024 verließ er den Klub wieder und nach dreimonatiger Vereinslosigkeit schloss er sich dem Viertligisten Türkgücü München an. Im Januar 2025 wurde der Vertrag in München aufgelöst.

### International
Jones absolvierte von 2019 bis 2020 insgesamt sechs Partien für die US-amerikanische U17-Nationalmannschaft und erzielte dabei drei Treffer.